# Liez (Aisne)
Liez é uma comuna francesa na região administrativa de Altos da França, no departamento de Aisne. Estende-se por uma área de 5,45 km². Em 2010 a comuna tinha 396 habitantes (densidade: 72,7 hab./km²).